# Danuta Winiarska (sanitariuszka)
Danuta Zofia Winiarska z domu Gawin pseudonim Słoninka (ur. 11 marca 1925, zm. 3 kwietnia 2015) – polska działaczka podziemia niepodległościowego w czasie II wojny światowej w ramach struktur Armii Krajowej, uczestniczka powstania warszawskiego.
W czasie II wojny światowej jako uczestniczka podziemia brała udział między innymi w akcji „Sonderwagen” w dniu 26 kwietnia 1944 roku. W czasie powstania warszawskiego była sanitariuszką II plutonu – 1. kompanii „Maciek” – batalionu „Zośka” – Brygady Dywersyjnej „Broda 53” – Kedywu Komendy Głównej Armii Krajowej, podczas walk na Woli i Starym Mieście. Jej brat Jerzy Gawin, był dowódcą plutonu w 2. kompanii „Rudy” batalionu „Zośka” (poległ na Czerniakowie; 23 września 1944). Po powstaniu Danuta Gawin wraz z matką przebywała na robotach przymusowych w III Rzeszy.

## Wybrane odznaczenia
Źródło:
- Krzyż Kawalerski Orderu Odrodzenia Polski,
- Warszawski Krzyż Powstańczy,
- Krzyż Partyzancki,
- Srebrny Krzyż Zasługi,
- Medal „Pro Patria”.